# Yvon Siméon
Yvon Siméon est une personnalité politique haïtienne.

## Biographie
Économiste de formation, Yvon Siméon, est sans doute le plus « africain » des membres du gouvernement de transition formé par le Premier ministre haïtien Gérard Latortue.
Il a vécu dans de nombreux pays d'Afrique centrale, notamment au Gabon, où il a contribué à la création de l'Université de Libreville, mais aussi dans ce qui s'appelait alors le Zaïre et au Cameroun.
Yvon Siméon a également exercé dans la diplomatie de son pays. Il a ainsi représenté Haïti auprès de l'Union européenne et du Royaume de Belgique. Proche de Jean-Bertrand Aristide au début des années 1990, il s'en était vite éloigné, au point de devenir l'un des opposants les plus irréductibles à son régime.
Après sa démission du gouvernement de transition il a été nommé ambassadeur d'Haïti en Italie où il a été élu vice-président de LILA et ambassadeur d'Haïti au Bénin.
Il est Grand-Officier de l'Ordre de la Solidarité Italienne.